# L-functie

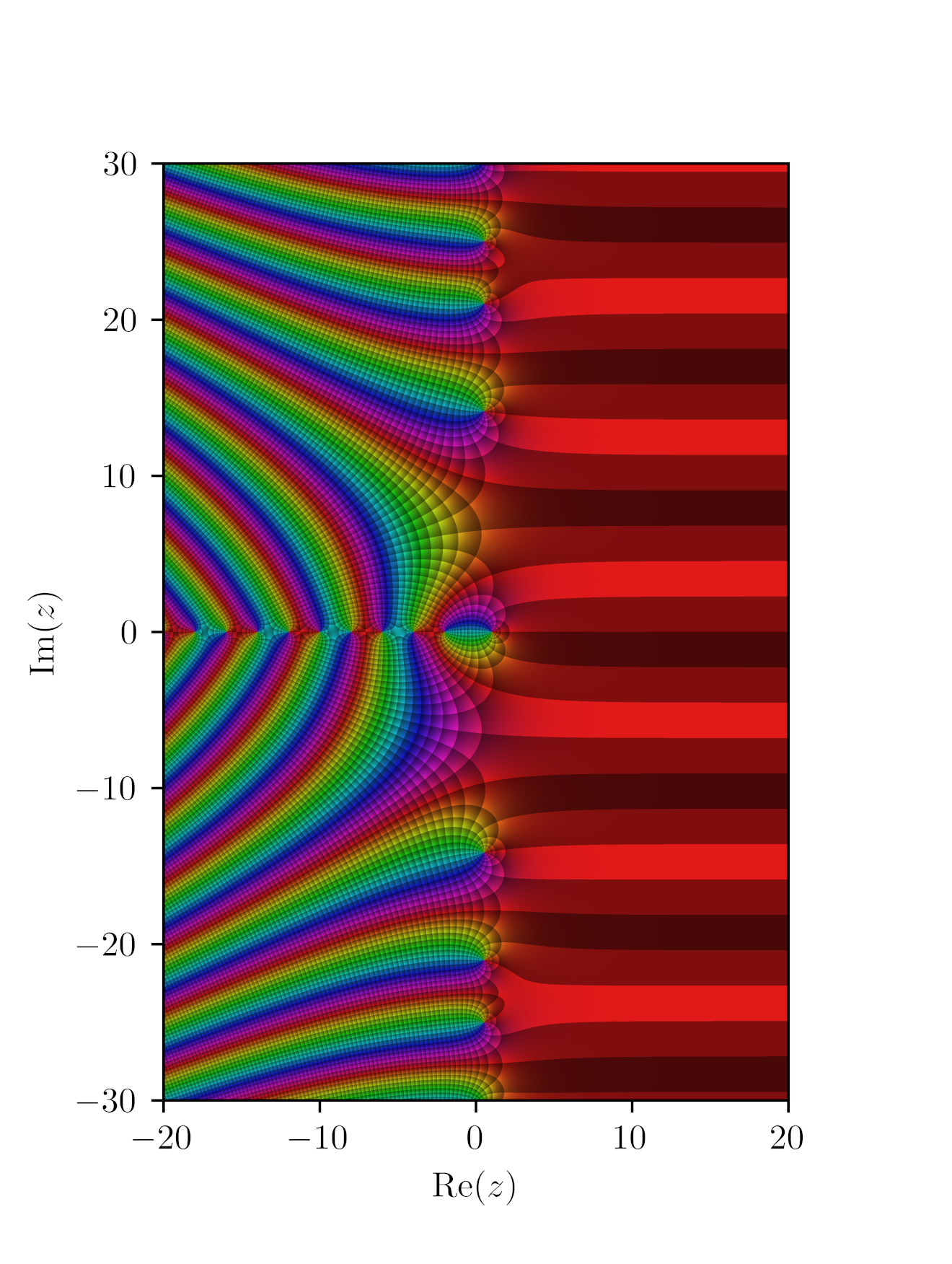
De Riemann-zèta-functie kan worden gezien als het archetype voor alle L-functies.

In de analytische getaltheorie, een deelgebied van de wiskunde, is een L-functie een meromorfe functie op het complexe vlak, die is geassocieerd met één uit een aantal verschillende categorieën van wiskundige objecten. Een L-reeks is een machtreeks, die meestal convergent op het halfvlak is, en die via analytische voortzetting aanleiding geeft tot een L-functie.
De theorie van L-functies is uitgegroeid tot een wezenlijk, maar nog steeds grotendeels onbewezen onderdeel van de hedendaagse analytische getaltheorie. L-functies betreffen constructies van brede veralgemeningen van de Riemann-zèta-functie en van L-reeksen voor een Dirichlet-karakter. Hun algemene eigenschappen, in de meeste gevallen nog steeds buiten het bereik van het wiskundig bewijs, worden op een systematische manier uiteengezet.

## Constructie
Er wordt een onderscheid gemaakt tussen de L-reeks, een representatie van een oneindige reeks (bijvoorbeeld de Dirichlet-reeks voor de Riemann-zèta-functie), en de L-functie, de functie in het complexe vlak die gelijk is aan haar analytische voortzetting. De algemene constructies beginnen met een L-reeks die wordt gedefinieerd als een Dirichlet-reeks, en vervolgens door een uitbreiding als een Euler-product geïndexeerd door priemgetallen. Schattingen zijn noodzakelijk om te bewijzen dat dit in enig rechter halfvlak van de complexe getallen convergeert. Dan vraagt men zich af of de aldus gedefinieerde functie analytisch kan worden voortgezet naar de rest van het complexe vlak (misschien met enige polen).
Het is deze (nog speculatieve) meromorfe continuering naar het complexe vlak, die men een L-functie noemt. In de klassieke gevallen weet men al dat er op punten waar de representatie van de L-reeks niet convergeert nuttige informatie is opgeslagen in de waarden en het gedrag van de L-functie. De algemene term L-functie omvat hier vele bekende typen van zèta-functies. De Selberg-klasse is een poging om de kerneigenschappen van L-functies in een verzameling van axioma's te vangen, met als doel de studie van de eigenschappen van de Selberg-klasse te stimuleren in plaats van die van afzonderlijke functies.

## Vermoedelijke informatie
Men kan karakteristieken van bekende voorbeelden van L-functies opnoemen, waarvan men zou willen dat deze veralgemeend zouden worden:
- Locatie van nulpunten en polen;
- functionaalvergelijking (L-functie) met betrekking tot enige verticale lijn Re(s) = constant;
- Interessante waarden op gehele getallen.

Gedetailleerd werk heeft geresulteerd in een grote hoeveelheid plausibele vermoedens, bijvoorbeeld over het exacte type van de functionaalvergelijking die van toepassing moet zijn. Aangezien de Riemann-zèta-functie door middel van haar waarden op positieve even gehele getallen (en negatieve oneven getallen) een verbinding legt naar de Bernoulli-getallen, zoekt men naar een geschikte veralgemening van dat fenomeen. In dit geval heeft men resultaten verkregen p-adische-L-functies, die bepaalde Galois-modulen beschrijven.
De statistieken van de nulverdelingen zijn van belang, vanwege hun verbinding met problemen zoals de veralgemeende Riemann-hypothese, de verdeling van priemgetallen, enz. De verbindingen met toevalsmatrixtheorie en de quantumchaos zijn ook van belang. De fractale structuur van de verdelingen is bestudeerd met behulp van "herschaalde reikwijdte-analyse". De zelfgelijkenis van de nuldistributie is zeer opmerkelijk, en wordt gekenmerkt door een grote fractale dimensie van 1,9. Deze vrij grote fractale dimensie wordt gevonden over nulpunten die voor de Riemann-zèta-functie ten minste vijftien orden van grootte afdekken, en ook voor de nulpunten van andere L-functies van verschillende orden en conductors.

## Vermoeden van Birch en Swinnerton-Dyer
Een van de invloedrijke voorbeelden, zowel voor de geschiedenis van de meer algemene L-functies als ook voor een nog open onderzoeksgebied is het vermoeden dat door Bryan Birch en Peter Swinnerton-Dyer in de vroege jaren zestig van de twintigste eeuw werd geformuleerd. Het vermoeden van Birch en Swinnerton-Dyerheeft heeft betrekking op een elliptische kromme E, en het probleem dat het vermoeden probeert op te lossen is de voorspelling van de rang van de elliptische kromme over de rationale getallen (of een andere globaal veld): dat wil zeggen het aantal vrije generatoren van haar groep van rationale punten. Veel eerder werk op dit gebied werd op zeker moment verenigd rondom een betere kennis van L-functies. Dit was het begin van de ontluikende theorie van de L-functies.

## Opkomst van een algemene theorie van L-functies
Deze ontwikkeling deden zich een aantal jaren eerder voor dan dat Robert Langlands zijn Langlands-programma formuleerde en is daaraan complementair: Langlands' werk heeft voor een groot deel betrekking op Artins-L-functies, die, zoals Heckes-L-functies enkele tientallen jaren eerder waren gedefinieerd en op L-functies, die zijn verbonden aan algemene automorfe representaties.
Geleidelijk aan werd het duidelijker in welke zin de constructie van Hasse-Weil-zèta-functies werkend zou kunnen worden gemaakt om in analytische zin te voorzien in L-functies: er is enige input uit de analyse nodig, wat in dit geval automorfe analyse betekent. Het algemene geval verenigt nu op een conceptueel niveau een aantal verschillende onderzoeksprogramma's.

## Voetnoten
1. ↑  Jorn Steuding, An Introduction to the Theory of L-functions, Preprint, 2005/06
2. ↑  O. Shanker, 2006, Random matrices, generalized zeta functions and self-similarity of zero distributions, J. Phys. A: Math. Gen., vol. 39, issue 45, blz. 13.983-13.997, bibcode = 2006JPhA ... 3913983S